# Mara Salvatrucha
     obszary z silną obecnością
     obszary z niewielką obecnością

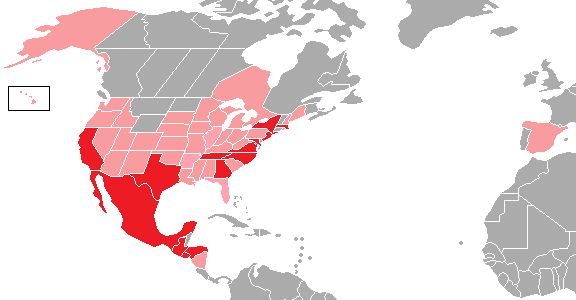
Zasięg terytorialny działalności gangu:
obszary z silną obecnością
obszary z niewielką obecnością

Mara Salvatrucha (również MS-13) – latynoski gang liczący od 8 do 10 tysięcy członków w Stanach Zjednoczonych i od 30 do 50 tysięcy członków i osób z nim powiązanych na świecie. Gang zajmuje się głównie handlem narkotykami, a także nielegalną imigracją, zabójstwami, rozbojami, handlem ludźmi i bronią..